# پسامتیک سوم
پسامتیک سوم یا پسامتیخ سوم آخرین فرعون دودمان بیست و ششم مصر در بین سال‌های ۵۲۶ تا ۵۲۵ پیش از میلاد بود. بخش اعظم زندگی و اقدامات وی توسط هرودوت تاریخ‌نگار یونانی ضبط و مستند شده‌است. هرودوت می‌گوید: پسامتیک پس از شش ماه حکومت بر مصر، در جنگ با کمبوجیه دومین شاهنشاه هخامنشی شکست خورد و مصر ضمیمه شاهنشاهی هخامنشی شد.